# دونالد ك. روس
دونالد ك. روس (بالإنجليزية: Donald K. Ross)‏ هو ضابط أمريكي، ولد في 8 ديسمبر 1910 في بيفرلي في الولايات المتحدة، وتوفي في 27 مايو 1992 في بريميرتون في الولايات المتحدة بسبب نوبة قلبية.